# Adam Hałaciński
Adam Norbert Hałaciński (ur. 4 czerwca 1962 w Warszawie) – polski urzędnik służby cywilnej, dyplomata, ambasador RP w Szwecji (2010–2014), Stały Przedstawiciel przy OBWE (2020–2024).

## Życiorys
Ukończył germanistykę na Uniwersytecie Warszawskim. Studiował także na Wydziale Dziennikarstwa i Nauk Politycznych UW. Na początku lat 90. ukończył kursy dyplomatyczne w Polskim Instytucie Spraw Międzynarodowych i Akademii Dyplomatycznej w Wiedniu.
Pracę w Ministerstwie Spraw Zagranicznych podjął w 1989. W 1998 był zaangażowany w polskie przewodnictwo w OBWE, narodowy koordynator współpracy wyszehradzkiej. Współtworzył Międzynarodowy Fundusz Wyszehradzki. Przebywał na placówkach w stałym przedstawicielstwie RP przy OBWE w Wiedniu oraz ambasadzie RP w Wiedniu, gdzie był zastępcą kierowników placówek. W centrali MSZ pełnił funkcję m.in. dyrektora departamentu odpowiedzialnego za stosunki Polski z państwami Europy Środkowej. Od 16 września 2010 do 31 sierpnia 2014 ambasador RP w Królestwie Szwecji. W 2016 pełnomocnik Ministra ds. organizacji szczytu NATO. Od kwietnia 2017 dyrektor Departamentu Polityki Bezpieczeństwa MSZ. 31 października 2019 otrzymał nominację na Stałego Przedstawiciela RP przy Organizacji Bezpieczeństwa i Współpracy w Europie. Placówkę objął 20 stycznia 2020. Urzędowanie zakończył w lipcu 2024. W listopadzie 2024 został powołany na Pełnomocnika Ministra Spraw Zagranicznych do spraw współpracy z demokratycznymi środowiskami białoruskimi, zastępując na tym stanowisku Artura Michalskiego.
Posługuje się językiem angielskim i niemieckim, a także szwedzkim.
W 2002 został odznaczony estońskim Orderem Gwiazdy Białej III klasy.
W 2019 „za wybitne zasługi w służbie zagranicznej, za osiągnięcia w podejmowanej z pożytkiem dla kraju pracy zawodowej i działalności dyplomatycznej” został odznaczony Krzyżem Kawalerskim Orderu Odrodzenia Polski.